# Сага «Центр Галактики»
«Сага „Центр Галактики“» (англ. Galactic Center Saga) — науково-фантастична епопея американського письменника Грегорі Бенфорда, що складається з 6 романів, написаних протягом 25 років. Події, про які в них розповідається, охоплюють період з 2000 року по 37518 рік. Вони об'єднані загальним фокусом — Центром нашої Галактики, що знаходиться від нас в 28000 світлових років, і діючими особами, які добираються туди. У 2001 році режисер Ян де Бонт оголосив про намір створити телесеріал на основі Саги.

## В Океані ночі
Роман написано у 1977 році. Події відбуваються з 2000 до 2020 рік. Сюжет пов'язано з відкриттям, що у всій Галактиці домінує життя на комп'ютерній основі. Англійський астронавт, що працює в програмі НАСА — Найджел Волмслі, — відкриває, що «просунуті рахункові машини», як він їх називає, успадкували руїни стародавніх цивілізацій на Землі. Волмслі випадково знаходить чужинські механізми в астероїді, що посилають сигнал за межі Сонячної системи. У відповідь прилітає зонд, який, зібравши інформацію про людей, відлітає до того, як його вдається знищити. Пізніше на Місяці виявляють уламки стародавнього космічного корабля, творці якого мали стосунок до еволюції людини.

## Крізь море сонць
Роман написано у 1984 році. Події відбуваються з 2021 до 2070 рік. В ньому розповідається про події першої міжзоряної експедиції землян на чолі із Найджелом Волмслі. Експедиція дізнається про існування інших живих істот у Галактиці, а також діяльність машин, які прагнуть знищити чи ізолювати землян та подібних істот. У ході складних спроб установити контакт з жителями інших планет, експедиція розкриває, що для машин чимось дуже цінний Центр нашої Галактики. Тим часом машини починають вторгнення на Землю, тож астронавти вирішують летіти до Центру.

## Велика небесна річка
Роман написано у 1988 році. Назва твору походить від індіанської назви Чумацького шляху — Велика небесна річка. Дія розгортається через тисячі років на одній з планет, населених нащадками землян. Експедиція Волмслі дісталася до Центру Галактики, де успішно облаштувалася, створивши свою досить численну цивілізацію, але їм не вдалося позбавити людство від переслідування машинами. За людськими кланами слідує таємничий механізм на ім'я Богомол, для якого люди — вид істот, приречених на зникнення, чия загибель невідворотна. Богомол хоче записати в своїй пам'яті все, пов'язане з людьми, що здається йому важливим і цікавим.
Центральною дійовою особою роману є людина на ім'я Кайлін. Разом з сімейством Бішопів він біжить через руїни міст, рятуючись від загибелі. Визначальним елементом небесного склепіння на їхній планеті є величезна Чорна діра — справжній Центр Галактики, яку люди називають Смертожером Всього Сущого. Бішопи біжать в своє рідне місто в надії знайти там порятунок і вирішити численні загадки, що стосуються істинної природи істот, які живуть поблизу від Чорної діри.

## Припливи світла
Роман написано у 1989 році. Бішопи на зорельоті «Арго» досягають іншої планети і укладають щось на кшталт союзу з кількома видами тамтешніх органічних істот. Один із цих видів, схожий на павуків, теж перебуває під загрозою знищення безжальних механізмів і будує величезну споруду для зв'язку з іншими галактиками. Павуки з'ясовують, що люди, попри своє скрутне становище, мають велике значення для майбутньої долі Всесвіту. Бішопи розраховують впоратися з ситуацією, намагаючись розшифрувати загадкові послання від розуму, укладеного в магнітних потоках, які прориваються крізь Центр Галактики. Розум оповідає їм про якусь місцину, яку він називає Ведж, де люди можуть знайти надійний притулок і навіть, можливо, знайдуть легендарну Галактичну Бібліотеку, яка містить усі відомості, що стосуються історії Галактики.

## Скажена затока
Роман написано у 1994 році. Події відбуваються у величезній «затоці», регіоні, що оточує велетенську Чорну діру. Навколо лишилося безліч артефактів зниклих цивілізацій, які досліджу зореліт людей-втікачів «Арго». Син капітана Кайліна, Тобі, знаходить у подорожі крізь минуле особистий сенс. Крім того, виявляється ще «затока» розділяє розуми, породжені в різних областях. Наш — людський — розум пов'язаний з мораллю і індивідуалізмом. Ці риси притаманні лише органічним істотам і не властиві машинам, що внаслідок помилок у своїх програмах стали на шлях прагматичної механічної еволюції. В розповідь поступово впроваджується тема про взаємодію між свідомістю і «субстратом», про те, наскільки великі відмінності між людиною і машинами, що адаптуються, і як це відбивається на характері самих свідомостей.

## Подорож крізь блискучу вічність
Роман написано у 1996 році. Всі головні дійові особи зводяться разом. У «Веджі» (Галактичній Бібліотеці) вони виявляють відображення різних місць і епох, у яких переховуються інші залишки людства та решти цивілізацій, яких переслідували машини. Поміж них виявляється Найджел Волмслі, котрий намагається захистити притулок від вторгнення Богомола. Тут виявляється, що люди самі є власниками інформації, про наявність якої вони і не підозрювали. Ця інформація може дозволити зупинити спроби механізмів знищити органічне життя.